# Ormosil
Unter Ormosil versteht man organisch modifizierte Kieselsäure oder organisch modifiziertes Silikat. Diese Stoffklasse wurde durch den deutschen Glaswissenschaftler Horst Scholze entwickelt. Es handelt sich dabei um ein Akronym aus der englischen Sprache: Organically Modified Silicate. Unter diesem Begriff sind Materialien zusammengefasst, die für eine Vielzahl von Anwendungen äußerst vielversprechend sind, zum Beispiel:
- als Alternative zu viralen Vektoren für den Gentransfer, die sich durch eine höhere transiente Transfektionseffizienz auszeichnet.[3]
- als Suspensionsmittel und Substrate für die nächste innovative Generation von Solarzellen (Quantenpunkte)
- als Matrixmaterial für UV-Schutz-Beschichtung
- als Matrixmaterial für laserfarbstoff-dotierten organisch-anorganischen Festkörper-Farbstofflaser

Diese Technik hat sich als nicht-viraler Vektor erwiesen, um erfolgreich DNA-Lasten an spezifisch gekennzeichnete Zellen in lebenden Tieren zu liefern. Die Bestätigung der Ergebnisse zeigte, dass neue DNA funktionsfähig war und Gene im Tier exprimierte.
Vorläufer für derartige Partikel sind zahlreiche monosubstituierte Siloxane wie beispielsweise Vinyltrimethoxysilan.

## Sono-Ormosil
Als Sono-Ormosile werden organisch modifizierte Silikate (organically modified silicates), bezeichnet, welche durch Einsatz von Hochleistungs-Ultraschall erzeugt werden. Wird Ultraschall von hoher Intensität in Flüssigkeit eingetragen, wird Kavitation erzeugt. Die durch Kavitation entstehenden Scherkräfte führen zu einer Absenkung der molaren Masse durch Partikelgrößenreduktion und zu Polydispersität. Mehrphasensysteme werden sehr effizient dispergiert und emulgiert, so dass sehr feine Mischungen hergestellt werden. Dies bedeutet, dass Ultraschall die Polymerisation gegenüber herkömmlichen Rühren deutlich beschleunigt. Das entstandene Polymer weist eine höhere molare Masse mit einer niedrigeren Polydispersität auf. Das Produkt ist ein molekular-skaliger Verbundwerkstoff mit verbesserten mechanischen Eigenschaften. Sono-Ormosile zeichnen sich im Vergleich mit klassischen Gelen durch eine höhere Dichte sowie durch eine verbesserte thermische Stabilität aus. Eine Erklärung hierfür könnte der erhöhte Polymerisationsgrad sein.